# Hugo Mazza
Hugo Mazza Meisel (* 14. Juni 1925 in Montevideo; † 2. September 2010) war ein uruguayischer Theaterregisseur und Bühnenbildner.
Hugo Mazza absolvierte ein fünfjähriges Studium an der Escuela Nacional de Bellas Artes. Später war er selbst langjährig Dozent an der Escuela Municipal de Arte Dramático (EMDA), der Escuela Pedro Figari und der Universidad del Trabajo del Uruguay (UTU). Mazza war Produktionsleiter der Comedia Nacional. Er gründete zudem das Teatro Circular und war im Teatro de la Ciudadela, im La Barraca und in La Compañia de los Cinco tätig. Während des Zeitraums von 1953 bis 1967, in dem er als Regisseur arbeitete, entstanden unter seiner Ägide diverse Theaterstücke beispielsweise von Gorki, Terence Rattigan, Arturo Ferrer, Juan Carlos Legido und Elsa Shelley. In seiner 1947 begonnenen Arbeit als Bühnenbildner wirkte er insbesondere an den montevideanischen Theatern und schuf auch Bühnenbilder für Opern, Ballett und Prosatheater, darunter Shakespeares Hamlet und Schillers Maria Stuart. Auch war er für das Bühnenbild in den Spielfilmen "Gurí" und "El lugar del humo" mitverantwortlich. Mehrfach wurde er von der Asociación de Críticos Teatrales und dem Casa del Teatro ausgezeichnet. Hugo Mazza war der jüngere Bruder von Eduardo Malet.